# Milonja
Milonja ist ein weiblicher Vorname.

## Herkunft und Bedeutung
Milonia bzw. Milonja ist eine weibliche Namensform von Milon oder eine Koseform von Milena.
In den slawischen Sprachen bedeutet milo → lieb.

## Namensträgerinnen
- Milonia Caesonia (-44), Ehefrau des römischen Kaisers Caligula
- Milonja Đukić, montenegrinische Fußballspielerin